# Melnîcine, Turka
Melnîcine (în ucraineană Мельничне) este un sat în comuna Zavadivka din raionul Turka, regiunea Liov, Ucraina.

## Demografie
Componența lingvistică a localității Melnîcine
     Ucraineană (99,86%)
     Alte limbi (0,14%)
Conform recensământului din 2001, majoritatea populației localității Melnîcine era vorbitoare de ucraineană (99,86%), existând în minoritate și vorbitori de alte limbi.